# Le français pour l'avenir
Le français pour l’avenir est une organisation canadienne à but non lucratif qui vise à promouvoir le bilinguisme officiel du Canada et les avantages d’apprendre et de communiquer en français auprès des élèves de la 7e à la 12e année au Canada. Il veut contribuer à la création d’un Canada où tous les jeunes accordent une valeur à notre héritage francophone, apprécient les cultures francophones et s’efforcent d’exceller en langue française. L'association a son siège à Ottawa dans la province de l'Ontario.

## Histoire
L’organisme a été fondé en 1997 par John Ralston Saul et Lisa Balfour Bowen. Il s’agissait d’un programme national destiné aux étudiants terminant leurs dernières années d’école secondaire en immersion française ou dans un cursus de français langue maternelle, principalement hors du Québec. 
À l’origine Le français pour l’avenir était une conférence de deux jours, qui réunissait des élèves de la région de Toronto. En 2000, la conférence a eu lieu simultanément dans les villes de Toronto, Halifax, Vancouver et Calgary, reliées entre elles grâce à la technologie de radiodiffusion par satellite.
En 2001, Le français pour l’avenir a ouvert son bureau national à Toronto. 
Le nombre de villes organisant des conférences ne cessant de croître, Le français pour l’avenir a décidé en 2003 de lancer 2 nouveaux programmes : le Projet Horizon, qui réunissait des élèves à Montréal pour participer pendant plusieurs jours à des excursions et à des événements culturels, et le projet des Jeunes Franco-Nord, qui réunissait quant à lui des élèves du Nord à Whitehorse pour une conférence similaire aux autres conférences du Français pour l’avenir.
En 2004, le Projet Horizon a été rebaptisé le Forum National des Jeunes Ambassadeurs (FNJA) et s’est déroulé à Calgary. 
En 2005 a eu lieu la dernière édition du projet des Jeunes Franco-Nord, et le Concours national de rédaction fut lancé afin de choisir les participants au FNJA.
Les conférences du Français pour l’avenir sont finalement rebaptisées Forums locaux en 2006 et la quantité de villes participantes a depuis continué d’augmenter.
En septembre 2011, le programme des Sessions franconnexion est lancé.
Plus tard, en octobre 2018, Le français pour l’avenir a créé son propre comité jeunesse intitulé les Jeunes leaders bilingues.
C’est en février 2019 que, face à la demande d’organisation croissante de Forums locaux dans de plus petites communautés, que le programme x-Forums a vu le jour.

## Programmes

### Le Forum national des jeunes ambassadeurs (FNJA)
Depuis 2004, ce programme rassemble 30 jeunes de partout au Canada pour une semaine d’apprentissage intense. Avec pour objectif de former des ambassadeurs du bilinguisme, la programmation du FNJA est axée sur le développement de compétences telles que le leadership, la communication et l’esprit d’équipe. Grâce à une semaine pleine d’ateliers et d’activités, ils découvriront les avantages du bilinguisme des deux langues officielles, ses défis et ses enjeux, tout en célébrant la culture franco-canadienne.
Sélectionnés à travers le pays pour leur passion et leur engagement envers le bilinguisme, il s’agit une expérience unique pour ces 30 jeunes francophones et francophiles, visages du bilinguisme au Canada et leaders de demain.

### Concours national de rédaction
Depuis 2005, les élèves de partout au Canada sont invités à écrire une rédaction en français, sur un sujet différent chaque année. Les gagnants reçoivent des bourses exceptionnelles qui leur permettent de poursuivre leurs études postsecondaires complètement ou partiellement en français.
En partenariat avec:
- Université d’Ottawa
- Université Sainte Anne
- Université de Montréal
- Université de Moncton
- Université de Saint-Boniface
- Collège universitaire Glendon – Université d'York
- Université de l'Alberta – Campus Saint-Jean
- Université de Lethbridge
- La Cité Universitaire francophone – Université de Regina
- Collège Boréal
- Université de la Colombie-Britannique
- Collège de l’Île

En 2018-2019, le Concours national de rédaction comptait 12 institutions postsecondaires partenaires, et offrait un total de 267 000 $ de bourses.

### Forums locaux
Organisés dans plus de 15 villes à travers le Canada chaque année, les Forums locaux du Français pour l’avenir réunissent les élèves du secondaire de FLS (français langue seconde) et FLM (français langue maternelle).
Lorsqu’ils participent à un Forum local, les élèves assistent à des ateliers créatifs et informatifs et prennent part à des discussions et à des activités culturelles. En rencontrant des professionnels bilingues et en partageant leurs idées et perspectives sur l’apprentissage du français, ces élèves forment une communauté bilingue et dynamique.

### x-Forums
Les x-Forums sont des événements locaux qui rassemblent des élèves de la 7e à la 12e année inscrits dans des programmes de français langue seconde et de français langue maternelle.  Leur objectif principal est la promotion du bilinguisme et/ou de la dualité linguistique.
Ils sont organisés de façon indépendante par des bénévoles et naissent d’initiatives locales dans les communautés. Les x-Forums sont uniques dans leurs programmations et leurs formats, mais ont en commun les intentions suivantes :
- Délivrer un message inspirant et motivant à propos du bilinguisme canadien

- Donner la chance aux jeunes de jouer un rôle actif

- Créer un environnement positif dans lequel chaque élève se sent à l’aise de parler en français[6].

### Les Sessions franconnexion
Les Sessions franconnexion permettent aux élèves de faire le lien entre le français appris en classe et les avantages du bilinguisme dans la vie quotidienne.
Une Session franconnexion est un événement qui est organisé pour les élèves inscrits dans un programme de français (français de base, français intensif, immersion en français, français langue maternelle).
Cet événement d’une heure, d’une demi-journée ou d’une journée entière, a lieu dans une école ou dans un conseil scolaire et offre aux élèves la possibilité de participer à des activités culturelles et à des ateliers axés sur les avantages du français.

### Jeunes leaders bilingues
Les Jeunes leaders bilingues sont un Comité jeunesse créé par Le français pour l’avenir qui se compose de 7 jeunes canadiens et canadiennes bilingues et engagés, âgés de 16 à 22 ans, désireux de réaliser un ou des projets en lien avec le rayonnement du bilinguisme.
Le Comité consiste en un tremplin pour la mise en œuvre d’initiatives locales de promotion du bilinguisme officiel par l’acquisition du français pour et par les jeunes. Le Comité est une extension des actions du Français pour l’avenir, il permet de sensibiliser encore plus de jeunes et permet à un groupe de jeunes qualifiés de recevoir de la formation en gouvernance et en gestion de projets.
Le Comité jeunesse agit également comme un comité consultatif pour le Français pour l’avenir, qui est désireux d’entretenir un dialogue constant avec les jeunes pour que les programmes qui leur soient proposés restent toujours pertinents.